# Gerald M. Weinberg
Gerald Marvin Weinberg (* 27. Oktober 1933; † 7. August 2018 bekannt unter Jerry Weinberg) war ein US-amerikanischer Informatiker und Autor.
Er verfasste seit 1967 zahlreiche Fachbücher in den Bereichen Programmierung, Systemdenken, Beratung und Schreiben/Schriftstellerei sowie mehrere Romane  (alle in englischer Sprache).
Er wurde 2000 mit dem Stevens Award ausgezeichnet.

## Bücher
Im Folgenden sind nur die ins Deutsche übersetzten Bücher (mit ihrem deutschen Erscheinungsjahr) aufgeführt.
- Software Requirements. Anforderungen erkennen, verstehen und erfüllen, zusammen mit Donald C. Gause. 1993. ISBN 978-3446171138
- Systemdenken und Softwarequalität. 1994. ISBN 978-3446177130
- Das Gesetz der Himbeer-Marmelade – 103 Geheimnisse der Beratung. 2003. ISBN 978-3832309824
- Die Psychologie des Programmierers. Seine Persönlichkeit, sein Team, sein Projekt. 2004. ISBN 978-3826614651
- Weinbergs Werkzeugkasten für Berater. 97 Geheimnisse der Beratung. 2004. ISBN 978-3636009869
- Projektmanagement im Dialog, zusammen mit James Bullock und Marie Benesh. 2004. ISBN 978-3826614668